# Volcán Platanar
El volcán Platanar (2183 m s. n. m.), también conocido como "cerro Congo", es un estratovolcán inactivo, localizado a 8 km al sudeste de Ciudad Quesada, San Carlos, Costa Rica, en la Cordillera Volcánica Central. Este volcán se encuentra protegido dentro del Parque Nacional Juan Castro Blanco.

## Toponimia
Tanto el nombre de volcán Platanar como el de cerro Congo surgen en el siglo XIX y son indicadores de la abundancia de monos aulladores y plantas en la región. En 1861, el explorador alemán Alexander von Frantzius registra el nombre de cerro La Lagunilla para esta montaña, debido a su cumbre cratérica pantanosa, y a que en su flanco norte se ubican las lagunas El Congo y Pozo Verde, en las faldas del volcán Porvenir.

## Aspectos físicos
El Platanar es un estratovolcán imponente formado a partir de coladas de lava, cuya silueta puede observarse claramente desde diversos puntos de Quesada. Geológicamente, es hermano del volcán Porvenir, ubicado 3 km al sur del Platanar. Presenta en su parte superior y hacia el noroeste un cráter erosionado. Hacia el noreste de este cráter existen indicios del borde de una caldera antigua (1860 m s. n. m.). Su superficie abarca 50-90 km². 
En el flanco oeste existen flujos de lava prehistóricos. Otras coladas de lava pueden observarse hacia los flancos oeste y noroeste, una de ellas delimitada por las quebradas El Palo y Las Nubes. La colada Florida corresponde a la última actividad efusiva de este volcán y presenta crestas de presión que pueden ser observadas desde el aire.
El cono volcánico se encuentra cortado por varias fallas tectónicas. Petrográficamente, está compuesto de basaltos, andesitas piroxénicas y piroclastos, detritos y brechas volcánicas, lahares y aluviones.
El Platanar forma parte de la segunda línea eruptiva de la Cordillera Volcánica Central: Platanar, Congo, Cacho Negro y Turrialba, mientras que su gemelo el Porvenir forma parte de la línea principal de estratovolcanes de esta cordillera: Porvenir, Poás, Barva e Irazú.

## Actividad volcánica
Se le considera un volcán latente o dormido. Su última acción eruptiva parece corresponder a varios miles de años. Remontándose hasta 1920 no existe evidencia de actividad secundaria ni residual. Las fuentes termales ubicadas en el distrito de Aguas Zarcas de San Carlos no están relacionadas con este volcán ni son originadas por vulcanismo. El área se caracteriza por algunos temblores relacionados con la tectónica local de fallas, no con actividad volcánica. No posee ningún tipo de vigilancia volcánica debido a su prolongada inactividad.